# Ledwa Mahua
Ledwa Mahua es una ciudad censal situada en el distrito de Sant Kabir Nagar en el estado de Uttar Pradesh (India). Su población es de 13844 habitantes (2011). 

## Demografía
Según el censo de 2011 la población de Ledwa Mahua era de 13844 habitantes, de los cuales 7092 eran hombres y 6752 eran mujeres. Ledwa Mahua tiene una tasa media de alfabetización del 66,14%, inferior a la media estatal del 67,68%: la alfabetización masculina es del 73,52%, y la alfabetización femenina del 58,29%.